# آسیای حاره‌ای
آسیای حارّه‌ای (به انگلیسی: Tropical Asia) منطقه‌ای در آسیا است که اقلیم حاره‌ای را تجربه می‌کند. از نظر فیزیوجغرافیایی و اقتصادی، از نظر منابع طبیعی و تنوع زیستی، از جمله بسیاری از گونه‌های کشاورزی، غنی است. ۱۶ کشور در آسیای استوایی وجود دارند که وسعت آنها از حدود ۶۱۰ کیلومتر مربع (۲۴۰ مایل مربع) (سنگاپور) تا ۳٬۰۰۰٬۰۰۰ کیلومتر مربع (۱٬۲۰۰٬۰۰۰ مایل مربع) (هند) است. جمعیت آن عمدتاً روستایی است در سال ۱۹۹۵، سرشماری منطقه‌ای با شش شهر از ۲۵ شهر بزرگ نشان داد که جمعیت آن ۱٫۶ میلیارد نفر است که احتمالاً در سال ۲۰۲۵ به ۲٫۴ میلیارد نفر می‌رسد. آب و هوا در آسیای استوایی تابع الگوهای آب و هوای فصلی با دو باد موسمی و میزان طوفان‌های استوایی در سه ناحیه اصلی چرخه‌زایی (خلیج بنگال، اقیانوس آرام شمالی و دریای چین جنوبی) است. آب و هوا بر اساس عوامل محیطی متعددی مانند: رشد شهرنشینی، صنعتی شدن زمین و توسعه اقتصادی یا برعکس تخریب زمین، مسائل زیست‌محیطی و افزایش آلودگی متفاوت است.

## جستارهای بیشتر
- آفریقای گرمسیری
- جنگل بارانی